# WASP-48
WASP-48とは、地球から約1400光年離れた位置に存在する準巨星である。WASP-48は太陽よりも古い恒星で、重元素の割合がわずかに減少していると考えられている。原因不明の赤外線の過剰なノイズを示しているが、黒点活動に関連する紫外線放射は検出されていない。これは、星間物質による光の星間吸収が大きいためと考えられている。測定値は、天球上でWASP-48の近くに位置している食接触連星であるNSVS-3071474からの放射によってさらに複雑なものになっているが、2015年の調査ではWASP-48の伴星は検出されなかった。
WASP-48は、近い位置を公転している巨大惑星によって引き起こされる潮汐力によって急速に自転している。
| 太陽 | WASP-48   |
| ---- | --------- |
| 太陽 | Exoplanet |

## 惑星系
2011年、ホット・ジュピターに分類される太陽系外惑星であるWASP-48bが発見された。
| 名称 （恒星に近い順） | 質量         | 軌道長半径 （天文単位） | 公転周期 (日)     | 軌道離心率 | 軌道傾斜角        | 半径           |
| --------------------- | ------------ | ----------------------- | ----------------- | ---------- | ----------------- | -------------- |
| b                     | 0.98±0.09 MJ | 0.03320±0.00077         | 2.143634±0.000003 | 0          | 80.09+0.69 −0.55° | 1.396±0.051 RJ |